# Luogotenenza generale di Luigi-Filippo d'Orléans
La luogotenenza generale di Luigi Filippo d'Orléans è un periodo della storia di Francia compreso fra il 31 luglio al 9 agosto 1830, nel corso del quale l'allora duca d'Orléans esercitò il potere di monarca con il titolo di luogotenente generale del regno.

## La situazione alla sera del 31 luglio 1830

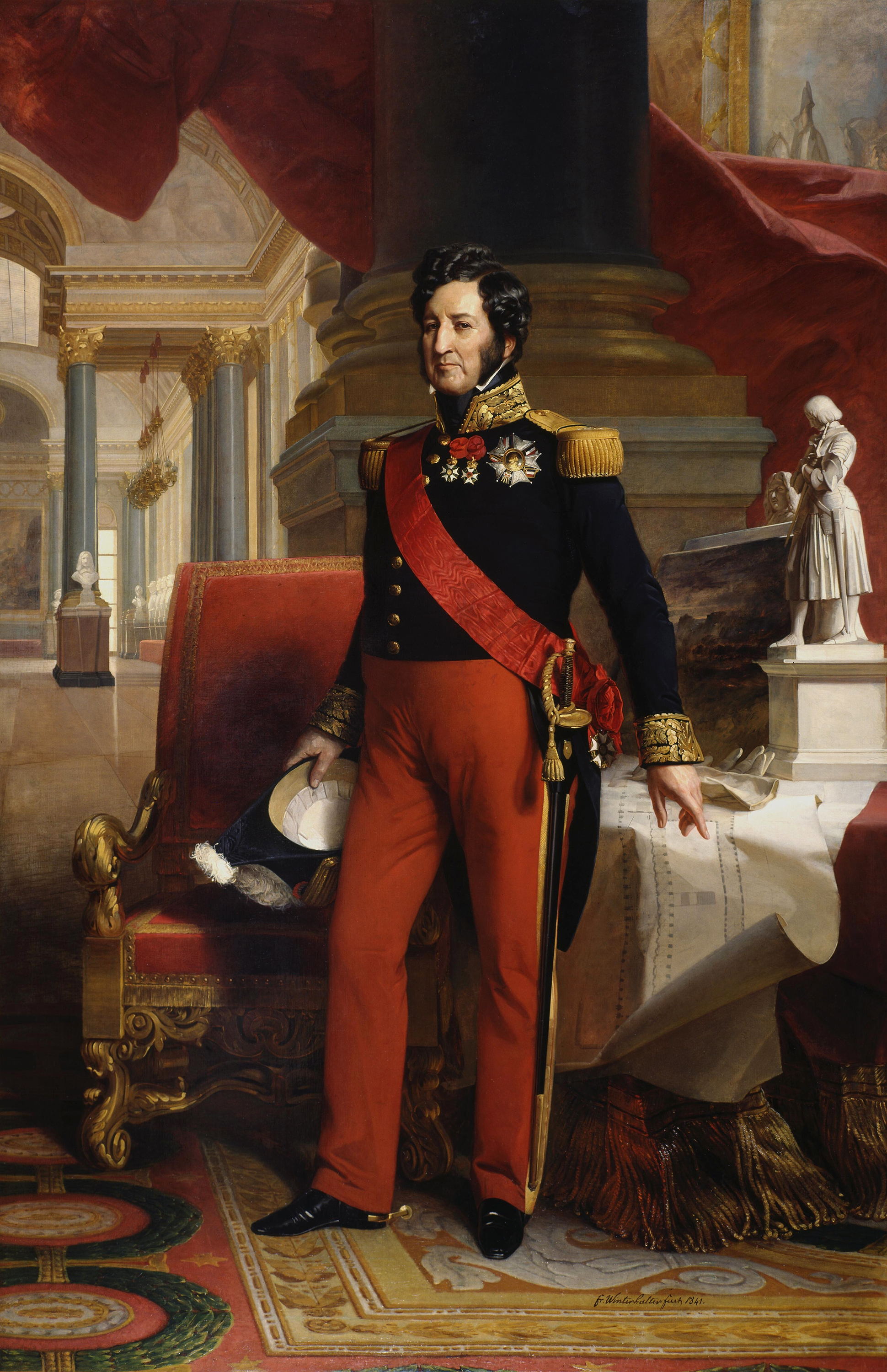
Il duca d'Orléans

In Francia, il titolo di Luogotenente generale fu raramente attribuito a prìncipi che hanno esercitato l'autorità reale in caso di assenza o impedimento del re legittimo. Così, nel 1814, il conte d'Artois, che aveva preceduto il ritorno di Luigi XVIII a Parigi dopo la caduta di Napoleone, prese il titolo di luogotenente generale del regno. Nel caso di Luigi Filippo, però, realisti e liberali moderati preferirono evitare di dire a nome di chi - di Carlo X o della Camera dei deputati – egli la esercitasse, per evitare probabili polemiche costituzionali, soddisfatti di aver trovato nella persona di Luigi Filippo il garante della continuità monarchica, contro tanto la minaccia dell'assolutismo quanto le istanze repubblicane.

## Il consolidamento dell'orleanismo (1 – 2 agosto 1830)

### L'eliminazione della minaccia repubblicana
Il giorno dopo, 1º agosto, La Fayette, accompagnato dalla commissione municipale provvisoria già installatasi il 29 luglio all'Hôtel de Ville, si reca a Palais-Royal per rimettergli i poteri della commissione e ottenere più chiare garanzie. La Fayette dichiara al duca d'Orléans di desiderare un trono popolare circondato da istituzioni repubblicane, e Luigi Filippo risponde che è pur così che s'intende, affermazione poco impegnativa. In tal modo l'incontro, vago e ambiguo, darà luogo a malintesi: La Fayette pretenderà di non aver mai detto che la monarchia costituzionale era la migliore delle repubbliche, formula a lui lungamente rimproverata, mentre Luigi Filippo negherà sempre di aver mai aderito a qualunque programma dell'Hôtel de ville quando i suoi avversari l'accuseranno di averlo tradito.
Da parte sua, la commissione municipale provvisoria aveva nominato un governo giusto il 31 luglio, quando aveva sentito che il potere le stava scappando di mano. Ma il duca d'Orléans fece finta d'ignorare quelle nomine e fu lui stesso a nominare, il 1º agosto, un governo provvisorio. Abilmente, per evitare di sembrare diffidente verso i repubblicani, nel suo governo entrarono del resto gli uomini scelti dalla commissione, a eccezione del duca de Broglie, del quale non sopportava le arie di superiorità; questi entra tuttavia a far parte di un Consiglio di governo, insieme con Casimir Périer, Dupin, Laffitte, Molé e Sebastiani.

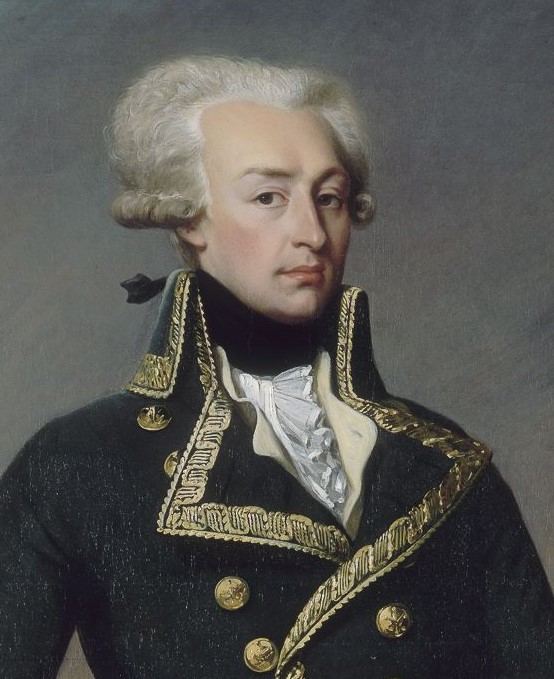
Il generale La Fayette

Alla Prefettura di polizia Luigi Filippo revoca immediatamente Nicolas Bavoux, professore di diritto, uomo di estrema sinistra, già nominato dalla commissione e lo sostituisce con il magistrato Amédée Girod de l'Ain. Il 2 e 3 agosto, nomina anche il barone Jean Tupinier alla Marina e alle Colonie, il maresciallo Jean-Baptiste Jourdan agli Esteri e il barone Louis Pierre Édouard Bignon alla Pubblica Istruzione. Altri incarichi sono costituiti alle direzioni degli uffici della pubblica amministrazione e della magistratura.
Sempre il 1º agosto, un'ordinanza stabilisce che il tricolore è la bandiera della Francia, al posto della bianca bandiera borbonica. Il 3 agosto si prescrive che la giustizia venga resa in nome di Luigi Filippo duca d'Orléans, luogotenente generale del regno e si convocano le Camere.

### La marginalizzazione di Carlo X
Intanto Carlo X, lasciato il Grande Trianon il 31 luglio, giunge a notte fonda al castello di Rambouillet. La mattina del 1º agosto il colonnello Auguste de Berthois, aiutante di campo del duca d'Orléans, gli annuncia che La Fayette e le sue truppe stanno marciando su Rambouillet per arrestarlo. Rifiutando gli inviti dei suoi consiglieri alla resistenza, Carlo X dichiara di aver deciso di nominare il duca d'Orléans luogotenente generale del regno:
Il 2 agosto il generale Alexandre de Girardin porta al Palais-Royal l'atto firmato dal Re a Luigi Filippo:
Luigi Filippo fa rispondere di essere felice:
Al di là dei termini ambigui, Luigi Filippo intende di aver rifiutato la luogotenenza offerta da Carlo X, perché l'ha già ricevuta dalle mani dei deputati e pertanto considera terminato il regno del Borbone, tanto da dare, lo stesso giorno, disposizione che due navi attracchino a Cherbourg per condurre Carlo X e la sua famiglia in esilio.

### La neutralizzazione di Enrico V

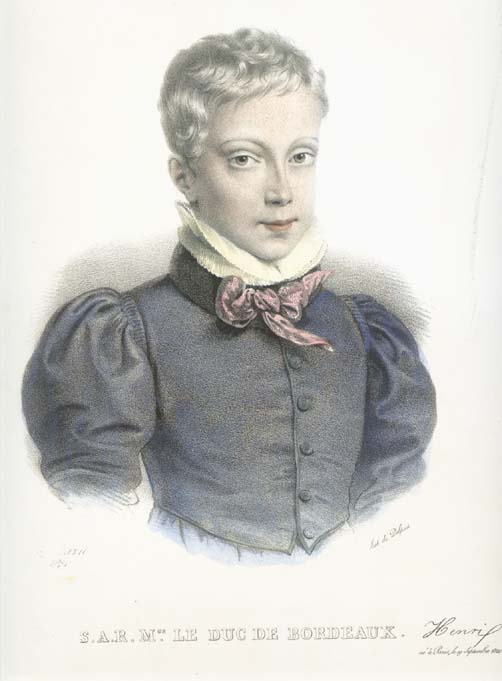
Enrico d'Artois, duca di Bordeaux, nipote di Carlo X

Conosciuta questa risposta, Carlo X gioca la sua ultima carta: anche su consiglio del maresciallo Auguste Marmont, abdica a favore del nipote, Enrico d'Artois. Nel pomeriggio del 2 agosto scrive a Luigi Filippo:
A mezzanotte arriva la risposta di Luigi Filippo:
Così facendo, sotterra il regno virtuale di Enrico V. Luigi Filippo spiegherà in seguito le tre ragioni che gli fecero rifiutare l'abdicazione di Carlo X e di suo figlio:
1. - i rivoluzionari non volevano più i Borboni ed era impossibile imporgliene uno, quale che fosse (anche se in verità egli stesso è un Borbone);
2. - il giovane duca di Bordeaux sarebbe stato sotto l'influsso della famiglia, in particolare di sua madre, la lunatica duchessa de Berry;
3. - la salute delicata del duca di Borbone: alla minima colica, mi avrebbero accusato di averlo avvelenato, dirà Luigi Filippo.

### L'esilio di Carlo X
La mattina del 2 agosto Carlo X, per mostrare un ultimo sprazzo di orgoglio, dichiara di non intendere lasciare la Francia prima dell'elevamento al trono del nipote, ma alla notizia che un esercito marcia su Rambouillet il re e la sua famiglia lasciano il castello e a piccole tappe si dirigono a Cherbourg da dove s'imbarcano il 16 agosto per la Scozia con 600.000 franchi di buonuscita.
Il 3 agosto il duca d'Orléans concede una pensione di 1.500 franchi, di tasca propria, all'autore della Marsigliese, Rouget de Lisle e promuove al grado di sottotenente gli allievi dell'École polytechnique battutisi durante la rivoluzione. Nomina il barone Pasquier presidente della Camera dei Pari, crea Pari di Francia il figlio, il duca di Chartres e assegna al duca di Nemours la gran croce della Legion d'onore. Il 6 agosto decide che la figura del gallo ornerà l'asta delle bandiere della Guardia nazionale, e poi di tutte le bandiere nazionali, al posto del giglio borbonico, ciò che fa dire a Victor Hugo: «Tutto ciò che ora vediamo è un'aurora. Niente ci manca, nemmeno il gallo».

## La nascita del nuovo regno

### Il problema della Costituzione
Il 3 agosto si aprono a Palazzo Borbone i lavori della nuova sessione parlamentare, presieduti da Luigi Filippo, il quale è accompagnato dal secondo figlio, il duca de Nemours. Visibilmente emozionato, legge il discorso di apertura, dichiarando di voler mantenere la Carta del 1814 - cosa che non può soddisfare la sinistra - di voler riorganizzare la Guardia nazionale, di garantire la libertà di stampa e di progettare la costituzione di amministrazioni di dipartimento e di comune; conclude con la notizia dell'abdicazione di Carlo X e del Delfino.
Il problema della Costituzione - che se mantenuta com'è significa di fatto la continuità fra vecchio e nuovo regime - continua a dividere i deputati. Per Louis Bérard occorre «finirla con la vecchia dinastia, crearne una nuova, stabilendo le condizioni costituzionali alle quali essa dovrebbe la propria esistenza». Propone un progetto per il quale «un patto solenne unisca il popolo francese al suo monarca; questo patto è ora stato spezzato. I diritti che aveva fatto nascere non esistono più. Chi ha violato il contratto non può reclamarne l'esecuzione». Propone di porre alla testa dello Stato il duca d'Orléans perché egli è «amico delle istituzioni costituzionali» ma desidera «stabilire le condizioni alle quali otterrà il potere». Propone ancora di definire la responsabilità dei ministri e dei funzionari, lo statuto legale dei militari, la rielezione dei deputati nominati a funzioni pubbliche, l'eguaglianza dei culti, il divieto delle truppe straniere di far parte dell'esercito nazionale, l'abolizione della nobiltà, il potere legislativo delle camere, l'abbassamento dell'età e del censo elettorale, la riconsiderazione delle nomine dei Pari. La maggior parte di queste riforme presuppongono una revisione della Costituzione.

### La revisione della Costituzione del 1814
Sono fondamentalmente due le concezioni costituzionali in opposizione:
- Per Bérard e i rivoluzionari moderati, il colpo di mano di Carlo X ha fatto decadere la Carta del 1814 e la Rivoluzione di Luglio ha segnato la discontinuità storica con il nuovo regime, che ha dunque necessità di una nuova Carta e di una nuova dinastia. Secondo questa interpretazione, Luigi Filippo non può essere luogotenente ma, malgrado sia un Borbone, deve essere re e regnare col nome di Luigi Filippo I.
- Secondo invece Guizot, de Broglie e i dottrinari - così erano chiamati in Francia i politici sostenitori della Carta - la Rivoluzione ha avuto la sua origine solo nella volontà di ristabilire la Carta del 1814, violata da Carlo X, ma tuttora legittima. Come re anticostituzionale, la detronizzazione di Carlo X è stata necessaria ma non è necessaria la fine della dinastia dei Borboni; proprio perché Borbone, Luigi Filippo deve regnare, per quanto col nome di Filippo VII.[2]Casimir Périer giunge a dire che non c'è stata nessuna rivoluzione, ma un semplice cambiamento nella persona del Capo dello Stato.

Nella mattina del 4 agosto, il Consiglio dei ministri esamina le proposte di Bérard: Luigi Filippo incarica de Broglie e Guizot di preparare una revisione della Costituzione. Intanto, anche i repubblicani presentano a Guizot le loro proposte: essi chiedono una Costituzione sostanzialmente repubblicana, pur mantenendo la forma istituzionale monarchica, la dichiarazione dei diritti, la ratifica della Costituzione fatta direttamente dagli elettori, lo scioglimento dell'attuale Camera e nuove elezioni, e la guerra per la riconquista della frontiera del Reno, perduta alla caduta di Napoleone. Il 6 agosto il progetto di revisione di Guizot e de Broglie è pronto.
Alla Camera dei deputati, dalla mattina del 6 agosto fino all'8, si dibatte la proposta di Bérard, mentre i repubblicani manifestano davanti al Palais Bourbon e contestano, in particolare, il diritto all'ereditarietà della funzione di Pari, previsto dall'art. 27 della Carta del 1814, e Luigi Filippo è d'accordo con loro.
Il progetto adottato dai deputati inizia sottolineando l'avvenuta violazione della Costituzione da parte di Carlo X e la partenza, sua e della famiglia, dalla Francia - senza far parola dell'abdicazione - dichiarando pertanto vacante il trono in fatto e in diritto. Il preambolo della Carta del 1814 è abrogato, in quanto crea un vulnus alla dignità nazionale, perché "concede" ai Francesi dei diritti che in realtà appartengono loro naturalmente. Seguono ampie modifiche. La conclusione del testo mette in evidenza il carattere contrattuale, a natura sinallagmatica, della nuova Costituzione, a differenza della precedente, che era una unilaterale concessione del re.

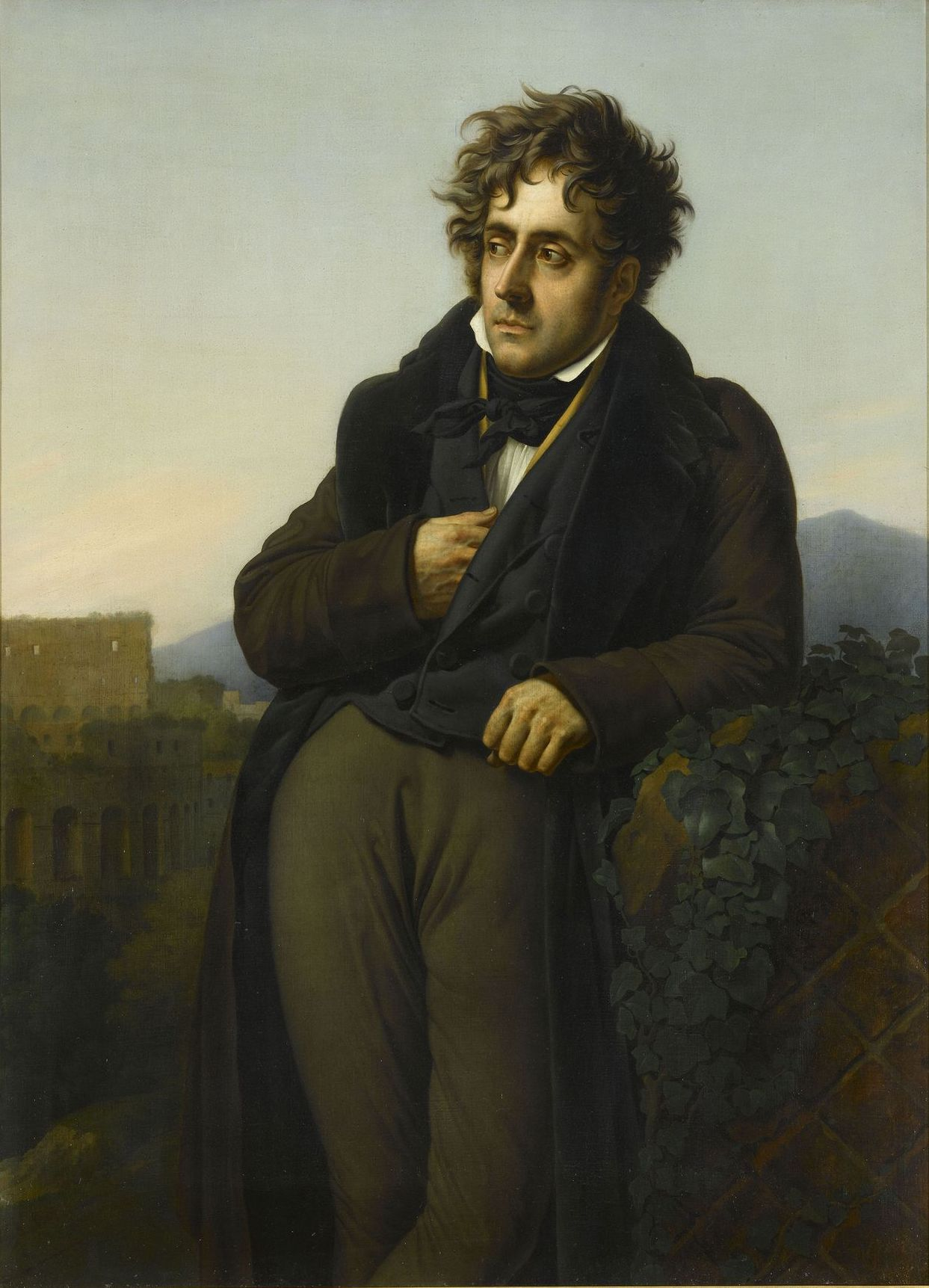
René de Chateaubriand

Alle 7 di sera, dopo aver notificato il loro voto alla Camera dei Pari, i deputati si recano al Palais-Royal dove Luigi Filippo, circondato dalla sua famiglia, ascolta con emozione la lettura della sua proclamazione, approvata dalla Camera, che egli giudica «conforme ai principi politici professati in tutta la mia vita» e, affermato il suo amor di patria, con le lacrime agli occhi accetta il regno, suscitando un'ovazione fra i deputati.
Al Palazzo del Lussemburgo i Pari devono prendere atto di essere stati esclusi dal corso degli avvenimenti: Chateaubriand, in un discorso vibrante di retorica, si pronuncia in favore di Enrico V e contro il duca d'Orléans, ma denuncia anche gli errori di Carlo X e giustifica l'insurrezione di Parigi:
Poi, abbandona la Camera aristocratica:
Tuttavia, con 89 voti contro 25 - erano assenti 194 Pari - la Camera alta conferma la dichiarazione dei deputati.

### L'intronizzazione di Luigi Filippo
Le modalità della cerimonia dell'intronizzazione del nuovo re sono fissate domenica 8 agosto:
- Luigi Filippo dovrebbe regnare con il nome di Filippo VII. Questa posizione è difesa con ardore dalla moglie, Maria Amalia di Borbone-Due Sicilie e sostenuta dai dottrinari, i sostenitori della continuità tra la Restaurazione e la Monarchia di Luglio, ma è respinta dai rivoluzionari moderati e dai repubblicani. Questi s'impongono anche grazie all'appoggio di La Fayette: il nuovo re assumerà dunque il nome di Luigi Filippo I.
- Le espressioni «Per grazia di Dio» e «L'anno di grazia», difese da Victor de Broglie, sono scartate perché richiamano troppo il vecchio regime e mal si accordano col nuovo dogma della sovranità nazionale, fonte della legittimità della nuova monarchia; egualmente per il termine di «sudditi», sostituito da quello di «concittadini».
- Riguardo agli stemmi araldici, la sinistra vorrebbe che Luigi Filippo rinunciasse ai fiori di giglio, ma il re rifiuta. Non conserva in pieno gli stemmi di Carlo X ma conserva quelli della casa d'Orléans, «di Francia il lambello d'argento», che figureranno sul sigillo ufficiale dello Stato.[5]
- Viene eliminata la tradizionale cerimonia di consacrazione a Reims

La cerimonia si svolge il 9 agosto 1830 al Palais Bourbon, nella sala provvisoria - essendo in corso i lavori di ristrutturazione nell'emiciclo - delle deliberazioni della Camera dei deputati, pavesata di bandiere tricolori. Tre sgabelli sono posti davanti al trono, al cui fianco, su dei cuscini, sono i quattro simboli della maestà: la corona, lo scettro, il gladio e la mano della giustizia. Nell'emiciclo, a destra, sono una novantina di Pari, al posto dei deputati legittimisti che hanno disertato la cerimonia, mentre al centro e a sinistra stanno i deputati. Nessuno dei diplomatici accreditati a Parigi è nelle tribune loro riservate.
Alle due del pomeriggio Luigi Filippo, affiancato dai due figli maggiori, il duca de Chartres e il duca de Nemours, appare fra le acclamazioni. Tutti e tre sono in uniforme, con la sola decorazione del gran cordone della Legion d'onore. Il duca d'Orléans saluta l'assemblea e prende posto sullo sgabello centrale, davanti al trono, coprendosi il capo secondo l'antico rito medievale, mentre i due figli si seggono sui due laterali. Il presidente della Camera, Casimir Périer, dà lettura della dichiarazione del 7 agosto e subito dopo il presidente della Camera dei Pari, il barone Pasquier, porta l'atto di adesione della Camera alta. Luigi Filippo dichiara a questo punto di accettare senza restrizioni né riserve «le clausole e gli impegni [...] e il titolo di re dei Francesi» e di essere pronto a giurare di osservarli. Il guardasigilli, Dupont de l'Eure gli presenta la formula di giuramento, ispirata a quella del 1791, che Luigi Filippo, scoprendosi il capo e alzando la mano destra, pronuncia ad alta voce:
L'assemblea acclama il nuovo re mentre quattro marescialli dell'Impero gli presentano gli attributi della maestà: Macdonald la corona, Oudinot lo scettro, Mortier il gladio e Molitor la mano della giustizia. Salito al trono, Luigi Filippo pronuncia un breve discorso prima di rientrare al Palais-Royal in compagnia dei figli, senza scorta e distribuendo strette di mano alla folla. 

Naturalmente, pur avendo suscitato l'entusiasmo dei sostenitori del nuovo regime, la cerimonia fu oggetto degli inevitabili sarcasmi dei suoi avversari, i legittimisti. Ma storicamente, essa segnò il punto di partenza ufficiale della monarchia di Luglio.
In una dozzina di giorni, l'insurrezione popolare era stata dirottata a profitto dall'Orléans, grazie alle iniziative di Thiers, di Laffitte e dei loro amici, con la benedizione di La Fayette. 

Il cosiddetto "popolo", interamente parigino, fu il protagonista dell'insurrezione contro i Borboni, ma non la fece per stabilire una repubblica, e di questo era ben consapevole la minoranza di attivisti che la provocarono: la popolazione parigina si sollevò contro il partito ultra che Carlo X e il ministero Polignac avevano cercato di imporre al governo. La borghesia urbana e il vecchio notabilato imperiale, favorevoli al movimento insurrezionale, cercarono, attraverso di esso, di riprendere quel potere che essi pensavano fosse loro stato confiscato dalla Restaurazione a profitto dell'aristocrazia parassitaria e reazionaria.
Il nuovo regime, frutto di un compromesso, scontentò tanto i repubblicani - che rimproveravano la mancanza di una ratifica popolare - che i legittimisti - i quali non videro in esso che un'usurpazione. Ma in fondo la Monarchia di Luglio fu in sintonia con lo stato dell'opinione corrente. Nel suo complesso, la monarchia di Luigi Filippo, laica e borghese, rispose alle aspirazioni della parte politicamente più cosciente del Paese.